# Sociedad Deportiva Aucas Femenino
La Sociedad Deportiva Aucas es un club de fútbol femenino ecuatoriano. Es considerado como uno de los pioneros del futbol femenino de la capital de la República y del Ecuador.

## Historia
El equipo en su primera etapa se formó en febrero del 2004 y participó en el Campeonato Experimental realizado en Loja, entre octubre y noviembre; fue tercero entre seis conjuntos donde el campeón fue el Deportivo Quevedo.
El equipo está conformado por las siguientes chicas. Arqueras: Carla Wray, Mayra Quispe, Blanca Achig y Diana Suasnavas. Defensas: Lorena Borja, Fanny Yasig, Lorena Paguay, Yolima Paiz, Marcia Cárate y Olivia Mina. Mediocampistas: Merly Zambrano, Verónica Tarambiz, Carmen Neto, Ximena Simbaña, Alexandra Escobar, Yolanda Salazar, Aracelly Tamayo, Carina Pulla y Cecilia Saltos. Delanteras: Eva Piedra, Cristina Quishpe, María Fernanda Erazo, Mayra Ohbayashy, Natalia Pallo y Nelly Suntaxi. El promedio de edad en el plantel de ahora es de 28 años, aunque existen dos jugadoras que rompen la regla, Blanca Achig de 13 y Aracelly Tamayo de 35.
Con aquella base de jugadoras, las warmis del Aucas en el Torneo Amateur de Futbol Femenino de Pichincha quedó campeón en el 2005, con el equipo se compitió hasta el año 2008.
En la segunda etapa, empieza desde el año 2018, debido a un requerimiento de la CONMEBOL de que todas las plantillas deben tener un equipo de futbol femenino. Aucas participa en el primer campeonato profesional llamado  Superliga Femenina de Ecuador donde debido al no tan buen armaje perdería la categoría.

## Títulos
- Campeonato Provincial de Pichincha (1 veces): 2005.